# Dell Latitude
Pour les articles homonymes, voir Latitude (homonymie).
Dell Latitude est une ligne professionnelle d’ordinateurs portables vendue par Dell, donnée par le constructeur comme étant plus résistante que les autres gammes de produits de la marque. Bien que destinée principalement aux entreprises, la gamme Latitude est également disponible pour le grand public. Pour les entreprises, Dell propose un service de personnalisation du BIOS à l'usine. 

## Les différentes gammes

### Latitude D (2003-2008)

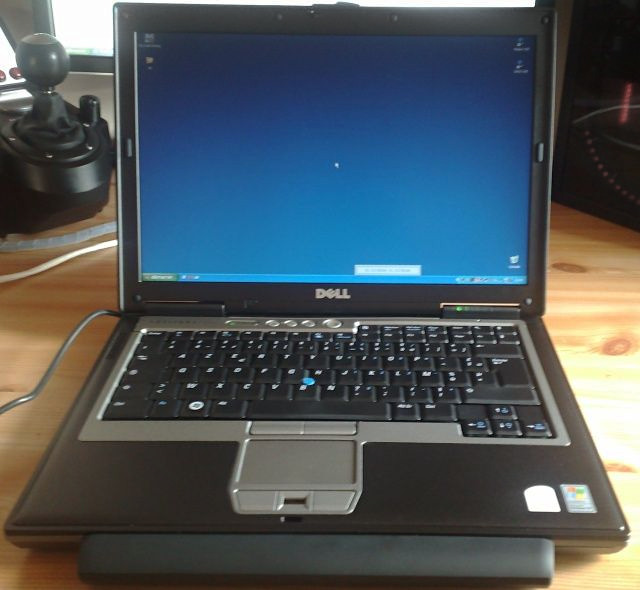
DELL Latitude D630

En 2007-2008, les modèles de la gamme Latitude D-series se nommaient Dx3x, sauf le modèle Tablet PC. On comptait différents types de Latitude. Ils adoptaient des processeurs Intel ou AMD, des écrans de 12 à 15,4" et pour certaines des coques renforcées contre les chocs.

### Latitude (2008-2013)
La gamme Latitude a été renouvelée depuis août 2008. Ce renouvellement s'accompagne notamment d’un changement esthétique en termes de design et de l'apparition de châssis colorés (en option) et de connectiques de nouvelle génération comme le Display Port, le FireWire et le eSATA. Puis, au printemps 2010, la gamme Latitude connaît un renouvellement et inclut désormais les derniers processeurs Intel Core i5 et Core i7.

### Série 3000 et série 5000
Depuis 2013, DELL a annoncé deux nouvelles séries, 3000 et 5000 avec de nouveaux ordinateurs proposant toujours des connectiques importantes et adoptant les derniers processeurs disponibles du marché, ainsi que devenant compatibles avec les stations d’accueil en USB-C.

### Plus anciens modèles (années 1990)
Avant les D-series, avant l'avènement des processeurs Pentium-M, la gamme Latitude se déclinait en C-series.

## Systèmes d'exploitation
L’ensemble de la gamme Latitude est disponible avec le système d’exploitation Windows ou Ubuntu. 

## Deux nouveaux Dell Latitude de nouvelle génération de série 3000
Les Dell Latitude 3420 et 3520 sont deux ordinateurs de 11ème génération. Le Dell Latitude 3420 est sorti en vente le 25 avril 2021  au prix de 4 217,98 $ et le Latitude 3520 de Dell sorti en vente le 10 juin 2021 au prix de 3 608,81 $ au marché. Deux ordinateurs quand même chers mais faites attention un peu avec ces PC, car ils ont quelques petits problèmes pas réglés. Ces PC peuvent comprendre et lire la licence de Windows 11 pour ceux qui ne veulent plus utiliser Windows 10. Ils peuvent donc leur faire la mise à jour dès maintenant. Aussi, pour voir si ces PC peuvent exécuter Windows 11, vérifiez la configuration matérielle requise ou visitez le site Web du fabricant de ces deux PC, s'ils sont de nouvelles générations, sinon, vous ne pourriez pas seulement si vous achetiez un nouveau PC.